# 易卜拉欣·比奥格拉德利奇
易卜拉欣·比奥格拉德利奇（1931年3月8日—2015年2月20日），波斯尼亚和黑塞哥维那男子足球运动员，司职后卫。他曾代表南斯拉夫国奥队参加1956年夏季奥林匹克运动会足球比赛，获得一枚银牌。